# ناگایوو (اوفا، باشقیرستان)
ناگایوو (انگلیسی: Nagayevo, Ufa, Republic of Bashkortostan) یک شهرک در منطقه شهری اوفای جمهوری باشقیرستان در کشور روسیه است.